# Kranzer
Der Kranzer ist ein Naturschutzgebiet, das sich über eine Fläche von etwa 7 Hektar erstreckt. Es befindet sich im Naturraum Steigerwaldvorland im unterfränkischen Landkreis Kitzingen zwischen Groß- und Kleinlangheim in der Gemarkung Großlangheim. Das Gebiet wurde im Jahr 1984 als Schutzgebiet deklariert.

## Geographische Lage
Das Naturschutzgebiet liegt im Nordosten der Großlangheimer Gemarkung und schließt unmittelbar an die bebaute Fläche des Altortes an. Weiter nördlich beginnen in einiger Entfernung die Waldabteilungen des Schwarzacher Tännigs, die zum Klosterforst gehören. In diesen Waldgebieten wurden 2022 kleinflächige Naturwälder ausgewiesen. 600 Meter nördlich des Naturschutzgebietes Kranzer beginnt das Naturschutzgebiet Belkers bei Großlangheim an. Südlich grenzt an das Gebiet die Staatsstraße 2272, während im Westen die Kreisstraße KT 12 und das Großlangheimer Gewerbegebiet zu finden sind. Die Straßen Kranzerweg und Kranzerhöhe in Großlangheim wurden nach dem Naturschutzgebiet benannt. Südöstlich des Naturschutzgebietes liegt der geschützte Landschaftsbestandteil Wechselfeuchte Wiese am Roth u. Heppensee. Die inzwischen stillgelegte Bahnstrecke Kitzingen–Schweinfurt zerschneidet das Schutzgebiet. Das gesamte Gebiet gehört zum FFH-Gebiet Sandgebiete bei Schwarzach, Klein- und Großlangheim sowie zum Vogelschutzgebiet Südliches Steigerwaldvorland.

## Geschichte
Erste Hinweise auf Schutzbemühungen datieren auf den 9. Januar 1955. Damals bestand auf den Streuwiesen des Kranzers eine Schafweide, die das Wasser des heute ebenfalls zum Schutzgebiet zu zählenden Wassertümpels verschmutzte. Ebenso waren hier Heuweiden zu finden, während Teile als Schuttplatz für die Gemeinde dienten. Bereits in den 1950er Jahren wandelte man das Areal in ein Naturdenkmal um. Allerdings begann ab 1962 das Flurbereinigungsamt Würzburg und die Deutsche Bahn hier einen Entwässerungsgraben anzulegen, der weite Teile des Gebietes rechts der Bahntrasse trockenlegte und das Biotop nahezu vollständig zerstörte.
Daraufhin schaltete sich der Botanische Garten Würzburg ein und verwies auf die, für Süddeutschland, einmalige Landschaft mit ihren feuchten Gipsböden. Die Gemeinde Großlangheim setzte sich mit der Bahn in Verbindung und forderte einen Wasserdurchlass für den Bahndamm, weil mittlerweile die Feuchtigkeit bis in benachbarte Keller vorgedrungen war. Die Bahn lenkte ein und der Kranzer wurde wieder gleichmäßig durchwässert.
In der Folgezeit begann der Bund Naturschutz seine Bemühungen zu verstärken, das Areal käuflich zu erwerben. Zunächst verweigerte dies die Gemeinde Großlangheim, ehe etwa 5 Hektar doch zum Verkauf angeboten wurden. Bei einer Ortsbegehung im Jahr 1966 stellte man einen zu hohen Wasserstand im Areal fest. Der Bau eines Überfallwehrs sollte Abhilfe schaffen. Bis 1969 gelang es dem Bund Naturschutz etwa 6 Hektar des Areals zu kaufen. Im Jahr 1984 errichtete man auf dem Gebiet des Naturdenkmals Kranzer, Streuwiesen und Wassertümpel das Naturschutzgebiet Kranzer.

## Schutzgründe
Das Gebiet stellt bis heute die für diese Region einmaligen, ehemaligen Flachslöcher mit einer angrenzenden Feuchtwiese unter Schutz. An ihnen konnte sich eine reiche Pflanzen- und Tierwelt entwickeln. Insbesondere sind seltene Orchideenarten hier zu finden. Bis heute wird das Schutzgebiet allerdings auch vom Menschen genutzt, einmal im Jahr ist das Zurückschneiden der Wiesen im Areal notwendig. Der Hauptzweck der Einrichtung dieses Naturschutzgebiets liegt laut Verordnung in drei wesentlichen Aspekten: Erstens dient es dem Schutz eines seltenen Feuchtbiotops in Unterfranken, das eine Vielzahl von seltenen Pflanzenarten beherbergt, darunter die Wanzenorchis, die Sibirische Schwertlilie, Wasserfelder und Natternzunge. Zweitens soll die natürliche Beschaffenheit dieses Lebensraums in Bezug auf seine Untergrund- und Bodenwasserverhältnisse bewahrt werden. Drittens zielt das Naturschutzgebiet darauf ab, die Qualität dieses Gebiets als Brut- und Nahrungshabitat für Tiere zu sichern, die von feuchten Lebensräumen abhängig sind.

## Artnachweise
Besonders hervorzuheben ist der Nachweis der FFH-Arten Zauneidechse, Kammmolch und Dunkler Wiesenknopf-Ameisenbläuling. Im Schutzgebiet wurden weitere bedeutsame Arten nachgewiesen, die entweder auf der Roten Liste Bayerns oder der Roten Liste Deutschlands verzeichnet sind. Dazu gehören unter anderem: Deutscher Fransenenzian, Wiesen-Silge, Wiesen-Storchschnabel, Wiesen-Schlüsselblume, Knöllchen-Steinbrech, Kantiger Lauch, Entferntährige Segge, Rispen-Segge, Ufer-Segge, Filz-Segge, Fuchs-Segge, Knollige Kratzdistel, Fleischfarbenes Knabenkraut, Breitblättriges Knabenkraut, Sumpf-Stendelwurz, Weidenblättriger Alant, Sibirische Schwertlilie, Stumpfblütige Binse, Rohr-Pfeifengras, Hain-Vergissmeinnicht, Dornige Hauhechel, Sumpf-Haarstrang, Stumpfblütige Binse, Hohes Fingerkraut, Wiesen-Schlüsselblume, Schwimmendes Wassersternlebermoos, Kümmel-Silge, Färber-Scharte, Wiesen-Silge, Berg-Klee, Europäische Wasserfeder. Röhriger Wasserfenchel.

## Lebensraum- und Biotoptypen
Innerhalb des Naturschutzgebiets Kranzer befinden sich die Biotope 'Genutzte Offenlandgesellschaften NSG Kranzer' mit der Nummer 6227-1035 sowie das Biotop 'Brachen im NSG Kranzer' mit der Nummer 6227-1036. Diese beinhalten diverse Lebensraumtypen und Biotoptypen wie Artenreiche Flachland-Mähwiesen mittlerer Standorte (6510), Seggen- oder binsenreiche Nasswiesen und Sümpfe (GN00BK), Pfeifengraswiesen (6410), Feuchtgebüsche (WG00BK), Großröhrichte (VH00BK), Landröhrichte (GR00BK), Großseggenriede der Verlandungszone (3150), Unterwasser- und Schwimmblattvegetation (3150) sowie Großröhrichte (3150). In älteren Berichten wurde das Naturschutzgebiet Kranzer oft mit Quell- und Niedermoorlandschaften in Verbindung gebracht. Weder in der aktuellen Biotopkartierung noch in der Kartierung im Rahmen des FFH-Gebietes Sandgebiete bei Schwarzach, Klein- und Großlangheim konnte eines nachgewiesen werden. Weder ein Nieder- noch ein Quellmoor befindet sich in diesem Gebiet. Stattdessen wurden kleinflächige Vorkommen von Kleinseggen- und Kleinbinsenrasen dem Lebensraumtyp 6410 Pfeifengraswiesen zugeordnet.